# Ретенбах (Ерланген)
Ретенбах (њем. Röttenbach) општина је у њемачкој савезној држави Баварска. Једно је од 25 општинских средишта округа Ерланген-Хехштат. Према процјени из 2010. у општини је живјело 4.657 становника. Посједује регионалну шифру (AGS) 9572149.

## Географски и демографски подаци
Ретенбах се налази у савезној држави Баварска у округу Ерланген-Хехштат. Општина се налази на надморској висини од 301 метра. Површина општине износи 7,8 km². У самом мјесту је, према процјени из 2010. године, живјело 4.657 становника. Просјечна густина становништва износи 601 становника/km².